# Nuabu
Nuabu (accadi: 𒉡𒀀𒁍, Nu-a-bu) va ser un antic rei d'Assíria que apareix a la Llista dels reis com el dotzè entre els «disset reis que vivien en tendes» segons les Cròniques Mesopotàmiques. Va succeir a Zuabu i el va succeir Abazu. Fora d'això no es coneix res més del seu regnat.